# 小朗·钱尼
小朗·钱尼（英語：Lon Chaney, Jr.，1906年2月10日—1973年7月12日），又译作小隆·查内，原名克赖顿·塔尔·钱尼，是美国的一位性格演员。因其饰演怪物以及父亲是著名的无声电影演员朗·钱尼而有名。主要作品有1939年的《人鼠之间》、1941年的《狼人》等。小朗·钱尼有英、法和爱尔兰三国血统。

## 生平
克赖顿出生于美国俄克拉何马州俄克拉何马城，父亲是无声电影演员朗·钱尼。从幼年起，他一直被认为在父亲的光环下生活。刚成年时，父亲劝阻他不要进入影视圈。克赖顿进入商学院，并在洛杉矶家电公司小获成功。
在他父亲去世后，克赖顿开始步入演艺圈，首部电影是1932年的《姑娘疯狂》，但一直是些小角色。1935年，在电影中才出现在他的真实姓名。
1973年7月12日，钱尼在美国加州圣克莱门特因心力衰竭去世，享年67岁。他的遗体被捐赠作为医学研究。